# Южнотихоокеанские игры 1971
4-е Южнотихоокеанские игры 1971 года прошли с 25 августа по 5 сентября в городе Папеэте, Французская Полинезия. В соревнованиях приняло участие около 1200 спортсменов из 14 стран Океании.

## Страны-участницы
- Американское Самоа
- Острова Кука
- Фиджи
- Французская Полинезия
- Острова Гильберта и Эллис
- Гуам
- Науру
- Новая Каледония
- Новые Гебриды
- Ниуэ
- Папуа — Новая Гвинея
- Соломоновы Острова
- Тонга
- Западное Самоа
- Уоллис и Футуна

## Виды спорта
- Стрельба из лука
- Лёгкая атлетика
- Баскетбол
- Бокс
- Велоспорт
- Гольф
- Дзюдо
- Футбол
- Регби
- Парусный спорт
- Софтбол
- Плавание
- Настольный теннис
- Теннис
- Подводная охота
- Волейбол
- Тяжёлая атлетика

## Медальный зачёт
| Место | Страна                | Золото | Серебро | Бронза | Всего |
| ----- | --------------------- | ------ | ------- | ------ | ----- |
| 1     | Новая Каледония       | 33     | 32      | 27     | 92    |
| 2     | Папуа — Новая Гвинея  | 28     | 28      | 21     | 77    |
| 3     | Французская Полинезия | 22     | 24      | 24     | 70    |
| 4     | Фиджи                 | 16     | 17      | 13     | 46    |
| 5     | Западное Самоа        | 9      | 3       | 5      | 17    |
| 6     | Тонга                 | 4      | 3       | 4      | 11    |
| 7     | Гуам                  | 2      | 3       | 8      | 13    |
| 8     | Уоллис и Футуна       | 2      | 1       | 6      | 9     |
| 9     | Соломоновы Острова    | 1      | 2       | 2      | 5     |
| 10    | Американское Самоа    | 0      | 2       | 12     | 14    |
| 11    | Острова Кука          | 0      | 1       | 3      | 4     |
| 12    | Новые Гебриды         | 0      | 1       | 0      | 1     |
| Всего | Всего                 | 117    | 117     | 125    | 359   |